# Sukawati (plaats)
Sukawati is een bestuurslaag in het regentschap Gianyar van de provincie Bali, Indonesië. Sukawati telt 12.572 inwoners (volkstelling 2010).